# Campionati mondiali di nuoto in vasca corta 2024 - Staffetta 4x100 metri misti femminile
La gara della staffetta 4x100 metri misti femminile dei campionati mondiali di nuoto in vasca corta 2024 si è svolta il 15 dicembre 2024 presso la Duna Aréna di Budapest.

## Podio
| Pos.    | Nazione       | Atleta |
| ------- | ------------- | --- |
| Oro     | Stati Uniti   | Regan Smith Lilly King Gretchen Walsh Kate Douglass Katharine Berkoff Emma Weber Alex Shackell Alexandra Walsh |
| Argento | Gran Bretagna | Abbie Wood Angharad Evans Eva Okaro Freya Anderson                                                             |
| Bronzo  | Cina          | Qian Xinan Tang Qianting Chen Luying Liu Shuhan                                                                |

## Record
Prima della manifestazione il record del mondo (RM) e il record dei campionati (RC) erano i seguenti.
|  | 3'44"35 | Stati Uniti | 18 dicembre 2022 Melbourne |
|  | 3'44"35 | Stati Uniti | 18 dicembre 2022 Melbourne |

Durante la competizione è stato migliorato il seguente record:
|  | 3'40"41 | Stati Uniti |

## Programma
| Data             | Ora   | Turno    |
| ---------------- | ----- | -------- |
| 15 dicembre 2024 | 10:24 | Batterie |
| 15 dicembre 2024 | 18:54 | Finale   |

## Risultati

### Batterie
| Pos. | Batteria | Corsia | Nazione       | Atleta | Tempo        | Note |
| ---- | -------- | ------ | ------------- | --- | ------------ | ---- |
| 1    | 3        | 4      | Stati Uniti   | Katharine Berkoff (55"34) Emma Weber (1'05"30) Alex Shackell (55"81) Alexandra Walsh (52"11)                             | 3'48"56      | Q    |
| 2    | 3        | 5      | Cina          | Qian Xinan (56"69) Tang Qianting (1'03"11) Chen Luying (56"42) Liu Shuhan (52"88)                                        | 3'49"10      | Q    |
| 3    | 2        | 3      | Svezia        | Hanna Rosvall (57"74) Olivia Klint Ipsa (1'04"80) Louise Hansson (55"19) Sara Junevik (52"06)                            | 3'49"79      | Q    |
| 4    | 2        | 6      | Gran Bretagna | Abbie Wood (57"62) Angharad Evans (1'03"80) Eva Okaro (57"10) Freya Anderson (51"68)                                     | 3'50"20      | Q    |
| 5    | 3        | 7      | Italia        | Sara Curtis (57"46) Benedetta Pilato (1'04"23) Elena Capretta (56"65) Sofia Morini (52"46)                               | 3'50"80      | Q    |
| 6    | 1        | 3      | NAB           | Elizaveta Agapitova (57"77) Julija Efimova (1'04"65) Arina Surkova (56"86) Daria Trofimova (52"53)                       | 3'51"81      | Q    |
| 7    | 2        | 7      | Ungheria      | Lora Komoróczy (57"30) Henrietta Fángli (1'04"65) Panna Ugrai (57"06) Petra Senánszky (52"91)                            | 3'51"92      | Q    |
| 8    | 3        | 3      | Giappone      | Aimi Nagaoka (58"57) Kotomi Kato (1'04"65) Mizuki Hirai (55"55) Yume Jinno (53"48)                                       | 3'52"25      | Q    |
| 9    | 3        | 6      | Paesi Bassi   | Kira Toussaint (57"33) Tessa Giele (1'05"82) Maaike de Waard (56"80) Milou van Wijk (53"07)                              | 3'53"02      |      |
| 10   | 2        | 4      | Australia     | Iona Anderson (57"65) Tara Kinder (1'07"08) Lily Price (55"83) Milla Jansen (53"26)                                      | 3'53"82      |      |
| 11   | 3        | 2      | Polonia       | Adela Piskorska (57"30) Dominika Sztandera (1'05"69) Paulina Peda (57"98) Kornelia Fiedkiewicz (53"30)                   | 3'54"27      |      |
| 12   | 1        | 4      | Nuova Zelanda | Helena Gasson (57"04) Brearna Crawford (1'07"13) Hazel Ouwehand (59"27) Zoe Pedersen (53"58)                             | 3'57"02      |      |
| 13   | 2        | 8      | Slovacchia    | Teresa Ivan (59"79) Andrea Podmaníková (1'06"31) Tamara Potocká (56"72) Lillian Slušná (54"36)                           | 3'57"18      |      |
| 14   | 2        | 1      | Sudafrica     | Milla Drakopoulos (59"32) Lara van Niekerk (1'06"13) Rebecca Meder (57"20) Jessica Thompson (55"03)                      | 3'57"68      |      |
| 15   | 2        | 2      | Corea del Sud | Kim Seung-won (59"28) Park Si-eun (1'06"21) Jeong So-eun (1'01"18) Hur Yeon-kyung (54"89)                                | 4'01"56      |      |
| 16   | 3        | 1      | Hong Kong     | Cindy Cheung (1'02"13) Man Wui Kiu (1'07"76) Yeung Hoi Ching (58"49) Li Sum Yiu (54"60)                                  | 4'02"98      |      |
| 17   | 1        | 5      | Thailandia    | Saovanee Boonamphai (1'03"24) Phiangkhwan Pawapotako (1'08"87) Jinjutha Pholjamjumrus (1'01"31) Jenjira Srisaard (55"35) | 4'08"77      |      |
| DSQ  | 2        | 5      | Canada        | Kylie Masse (56"34) Alexanne Lepage (1'05"15) Ingrid Wilm (58"16) Penny Oleksiak                                         | Squalificate |      |
| DNS  | 3        | 8      | Spagna        | Carmen Weiler Emma Carrasco Laura Cabanes María Daza                                                                     | Non partite  |      |

### Finale
| Pos.    | Corsia | Nazione       | Atleta                                                                                                | Tempo   | Note |
| ------- | ------ | ------------- | --- | ------- | ---- |
| Oro     | 4      | Stati Uniti   | Regan Smith (54"02) Lilly King (1'03"02) Gretchen Walsh (52"84) Kate Douglass (50"53)                 | 3'40"41 |      |
| Argento | 6      | Gran Bretagna | Abbie Wood (57"44) Angharad Evans (1'03"18) Eva Okaro (56"11) Freya Anderson (51"11)                  | 3'47"84 |      |
| Bronzo  | 5      | Cina          | Qian Xinan (56"88) Tang Qianting (1'03"17) Chen Luying (56"25) Liu Shuhan (51"63)                     | 3'47"93 |      |
| 4       | 3      | Svezia        | Hanna Rosvall (57"79) Sophie Hansson (1'04"54) Louise Hansson (54"67) Sara Junevik (51"35)            | 3'48"35 |      |
| 5       | 7      | NAB           | Elizaveta Agapitova (58"16) Evgenija Čikunova (1'03"26) Arina Surkova (56"48) Daria Klepikova (51"45) | 3'49"35 |      |
| 6       | 2      | Italia        | Sara Curtis (57"41) Benedetta Pilato (1'04"30) Elena Capretta (57"01) Sofia Morini (51"64)            | 3'50"36 |      |
| 7       | 8      | Giappone      | Aimi Nagaoka (58"52) Kotomi Kato (1'04"29) Mizuki Hirai (55"44) Yume Jinno (52"88)                    | 3'51"13 |      |
| 8       | 1      | Ungheria      | Lora Komoróczy (57"58) Henrietta Fángli (1'04"91) Panna Ugrai (56"75) Lilla Minna Ábrahám (52"41)     | 3'51"65 |      |